# Oberwind
Oberwind ist ein Ortsteil der Gemeinde Auengrund im Landkreis Hildburghausen in Thüringen.

## Lage
Oberwind liegt nördlich von Auengrund und nordöstlich von Crock an der Kreisstraße 526 in einem mit Ausläufern vom Thüringer Wald begrenzten Tal. Die Südseite der Gemarkung ist für das wärmere fränkische Klima geöffnet. Die Gemarkung des Dorfes liegt zwischen 450 und 530 Meter über NN und unweit der Grenze zu Bayern.

## Geschichte

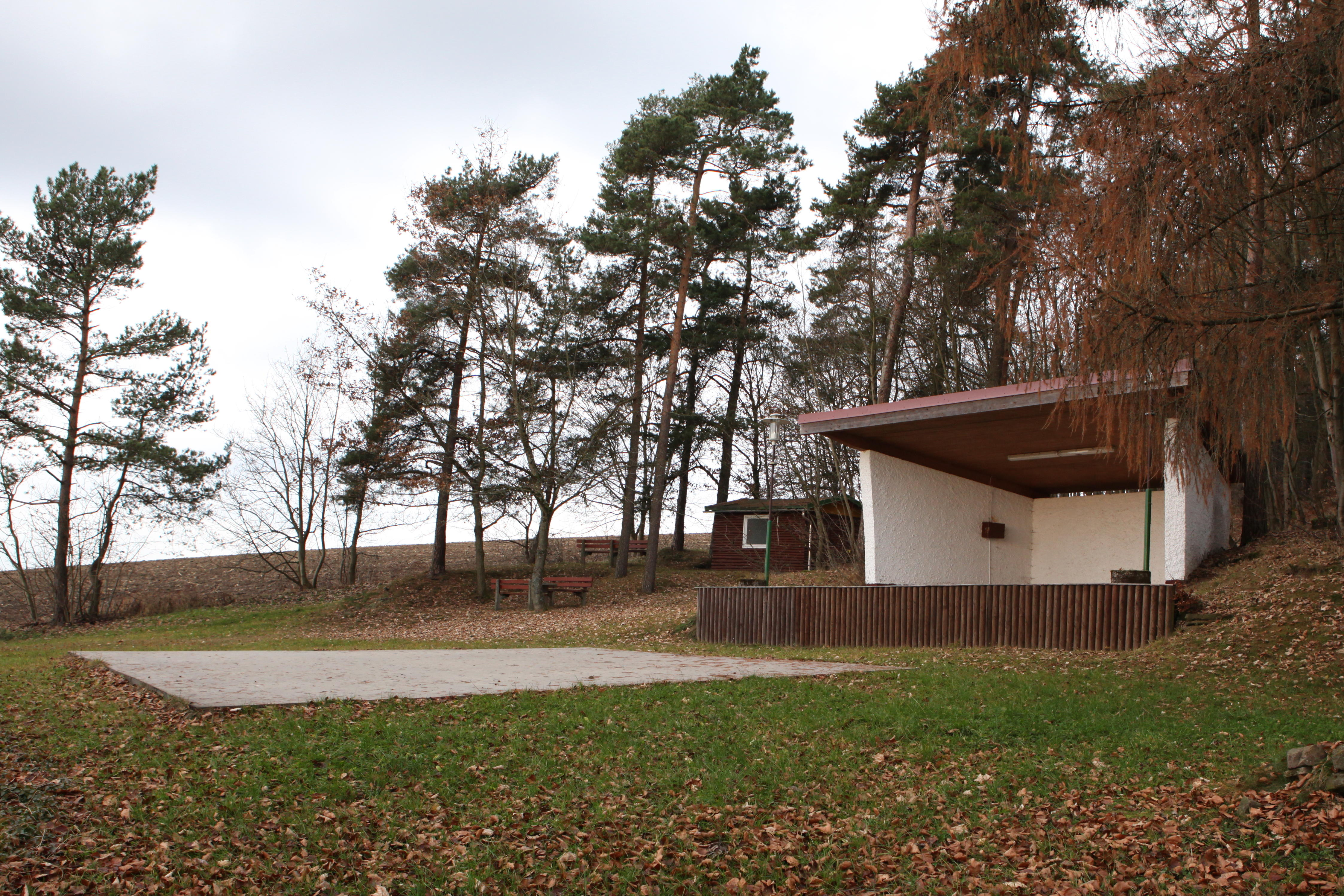
Tanzfläche in Oberwind

Am 28. Oktober 1323 wurde das Dorf erstmals urkundlich erwähnt.
Das Dorf war ein Frondorf von Eisfeld. Die ehemalige Handelsstraße Venedig-Nürnberg-Erfurt ging durch die Flur und das Dorf. 1852 lebten in Oberwind 52 Familien mit 262 Personen. 2012 sind es 200 Einwohner.
Die Bauern des Ortes wurden in der DDR-Zeit zur LPG Berggold Oberwind zusammengeschlossen, weitere Zusammenschlüsse und Zusammenlegungen folgten. 2002 bis 2004 wurde die Infrastruktur des Ortes im Rahmen eines Dorferneuerungsprogrammes umfassend saniert.

## Persönlichkeiten
- Johann Heinrich Löffler (1. März 1833 bis 5. April 1903), Komponist und Schriftsteller
- Valentin Hopf (27. Januar 1853 bis 29. August 1941), Pädagoge